# Énencourt-Léage
Énencourt-Léage je francouzská obec v departementu Oise v regionu Hauts-de-France. V roce 2011 zde žilo 122 obyvatel.

## Vývoj počtu obyvatel
Počet obyvatel 